# Liste des mammifères en Tchéquie

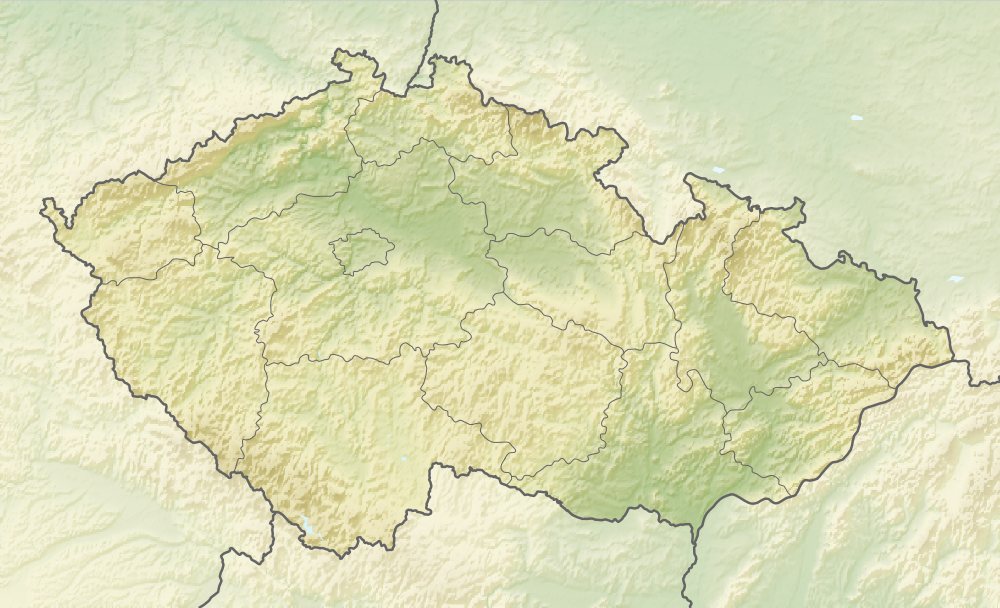
Carte topographique de la Tchéquie.

Localisation de la Tchéquie en Europe.

Cette liste commentée recense la mammalofaune en Tchéquie. Elle répertorie les espèces de mammifères tchèques actuels et celles qui ont été récemment classifiées comme éteintes (à partir de l'Holocène, depuis donc 11 700 ans av. J.‑C.). Cette liste comporte cent espèces réparties en neuf ordres et 23 familles, dont une est « en danger critique d'extinction », une autre est « en danger », cinq sont « vulnérables », neuf sont « quasi menacées » et une a des « données insuffisantes » pour être classée (selon les critères de la liste rouge de l'UICN au niveau mondial).
Elle contient au moins treize espèces introduites sur ce territoire, qui sont plus ou moins bien acclimatées. Il peut contenir aussi dans cette liste des animaux non reconnus par la liste rouge de l'UICN (deux mammifères ici) et ils sont classés en « non évalué » : cela étant dû notamment au manque de données et à des espèces domestiques, disparues ou éteintes avant le XVIe siècle. Il n'existe pas en Tchéquie d'espèces et de sous-espèces de mammifères endémiques.

## Statuts de la liste rouge de l'UICN
Les statuts de conservation utilisés par la liste rouge de l'UICN mondiale sont :
| (EX) | Éteint                  | Il n'y a pas le moindre doute sur le fait que le dernier spécimen recensé est mort.                                                                   |
| (EW) | Éteint à l'état sauvage | L'espèce est connue uniquement en captivité ou en tant que population naturalisée bien en dehors de son ancienne aire de répartition.                 |
| (CR) | En danger critique      | L'espèce risque prochainement de s'éteindre à l'état sauvage.                                                                                         |
| (EN) | En danger               | L'espèce fait face à un très gros risque d'extinction à l'état sauvage.                                                                               |
| (VU) | Vulnérable              | L'espèce fait face à un gros risque d'extinction à l'état sauvage.                                                                                    |
| (NT) | Quasi menacé            | L'espèce ne satisfait pas un ou plusieurs des critères prévus qui permettraient de la catégoriser, mais pourrait risquer de s'éteindre dans le futur. |
| (LC) | Préoccupation mineure   | Il n'y a pas de risque identifiable pour l'espèce. |
| (DD) | Données insuffisantes   | Il n'y a pas d'information adéquate qui permettraient de faire une évaluation des risques pour cette espèce.                                          |
| (NE) | Non évalué              | L'espèce n'a pas encore été confrontée aux critères précédents, n'est pas reconnue par l'UICN ou bien s'est éteinte avant le XVIe siècle.             |

## Ordre:Primates

### Famille:Hominidés
| Nom binominal, nom vulgaire et citation d'auteurs | Nom vulgaire tchèque (langue officielle de la Tchéquie) | Origine et statut en Tchéquie | Aire de répartition                    | Statut UICN mondial | Image         |
| ------------------------------------------------- | ------------------------------------------------------- | ----------------------------- | -------------------------------------- | ------------------- | ------------- |
| Homo sapiens (Homme moderne) Linnaeus, 1758       | Člověk moudrý                                           | Autochtone,                   | Aire de répartition de l'Homme moderne | [ 2 ]               | Homme moderne |

## Ordre:Lagomorphes

### Famille:Léporidés
| Nom binominal, nom vulgaire et citation d'auteurs         | Nom vulgaire tchèque (langue officielle de la Tchéquie) | Origine et statut en Tchéquie | Aire de répartition                     | Statut UICN mondial | Image            |
| --------------------------------------------------------- | ------------------------------------------------------- | ----------------------------- | --------------------------------------- | ------------------- | ---------------- |
| Lepus europaeus (Lièvre d'Europe) Pallas, 1778            | Zajíc polní                                             | Autochtone                    | Aire de répartition du Lièvre d'Europe  | [ 3 ]               | Lièvre d'Europe  |
| Oryctolagus cuniculus (Lapin de garenne) (Linnaeus, 1758) | Králík divoký                                           | Allochtone (Introduit),       | Aire de répartition du Lapin de garenne | [ 4 ]               | Lapin de garenne |

## Ordre:Rodentiens

### Famille:Castoridés
| Nom binominal, nom vulgaire et citation d'auteurs | Nom vulgaire tchèque (langue officielle de la Tchéquie) | Origine et statut en Tchéquie | Aire de répartition                     | Statut UICN mondial | Image            |
| ------------------------------------------------- | ------------------------------------------------------- | ----------------------------- | --------------------------------------- | ------------------- | ---------------- |
| Castor fiber (Castor d'Eurasie) Linnaeus, 1758    | Bobr evropský                                           | Autochtone (Recolonisateur),  | Aire de répartition du Castor d'Eurasie | [ 6 ]               | Castor d'Eurasie |

### Famille:Myocastoridés
| Nom binominal, nom vulgaire et citation d'auteurs | Nom vulgaire tchèque (langue officielle de la Tchéquie) | Origine et statut en Tchéquie | Aire de répartition             | Statut UICN mondial | Image    |
| ------------------------------------------------- | ------------------------------------------------------- | ----------------------------- | ------------------------------- | ------------------- | -------- |
| Myocastor coypus (Ragondin) (Molina, 1782)        | Nutrie říční                                            | Allochtone (Introduit)        | Aire de répartition du Ragondin | [ 8 ]               | Ragondin |

### Famille:Dipodidés
| Nom binominal, nom vulgaire et citation d'auteurs      | Nom vulgaire tchèque (langue officielle de la Tchéquie) | Origine et statut en Tchéquie | Aire de répartition                            | Statut UICN mondial | Image                |
| ------------------------------------------------------ | ------------------------------------------------------- | ----------------------------- | ---------------------------------------------- | ------------------- | -------------------- |
| Sicista betulina (Siciste des bouleaux) (Pallas, 1779) | Myšivka horská                                          | Autochtone                    | Aire de répartition de la Siciste des bouleaux | [ 9 ]               | Siciste des bouleaux |

### Famille:Cricétidés
| Nom binominal, nom vulgaire et citation d'auteurs                        | Nom vulgaire tchèque (langue officielle de la Tchéquie) | Origine et statut en Tchéquie | Aire de répartition                         | Statut UICN mondial | Image                  |
| ------------------------------------------------------------------------ | ------------------------------------------------------- | ----------------------------- | ------------------------------------------- | ------------------- | ---------------------- |
| Arvicola amphibius (Campagnol terrestre) (Linnaeus, 1758)                | Hryzec vodní                                            | Autochtone                    | Aire de répartition du Campagnol terrestre  | [ 10 ]              | Campagnol terrestre    |
| Arvicola scherman (Campagnol fouisseur) (Shaw, 1801)                     | — aucun —                                               | Autochtone                    | Aire de répartition du Campagnol fouisseur  | [ 11 ]              | Illustration manquante |
| Microtus oeconomus (Campagnol nordique) (Pallas, 1776)                   | Hraboš severní                                          | Peut-être autochtone,         | Illustration manquante                      | [ 12 ]              | Campagnol nordique     |
| Microtus agrestis (Campagnol agreste) (Linnaeus, 1761)                   | Hraboš mokřadní                                         | Autochtone                    | Aire de répartition du Campagnol agreste    | [ 14 ]              | Campagnol agreste      |
| Microtus arvalis (Campagnol des champs) (Pallas, 1778)                   | Hraboš polní                                            | Autochtone                    | Aire de répartition du Campagnol des champs | [ 15 ]              | Campagnol des champs   |
| Microtus subterraneus (Campagnol souterrain) (de Sélys Longchamps, 1836) | Hrabošík podzemní                                       | Autochtone                    | Illustration manquante                      | [ 16 ]              | Campagnol souterrain   |
| Myodes glareolus (Campagnol roussâtre) Schreber, 1780                    | Norník rudý                                             | Autochtone                    | Aire de répartition du Campagnol roussâtre  | [ 17 ]              | Campagnol roussâtre    |
| Ondatra zibethicus (Rat musqué) (Linnaeus, 1766)                         | Ondatra pižmová                                         | Allochtone (Introduit)        | Aire de répartition du Rat musqué           | [ 18 ]              | Rat musqué             |
| Cricetus cricetus (Grand Hamster) (Linnaeus, 1758)                       | Křeček polní                                            | Autochtone                    | Aire de répartition du Grand Hamster        | [ 19 ]              | Grand Hamster          |

### Famille:Muridés
| Nom binominal, nom vulgaire et citation d'auteurs       | Nom vulgaire tchèque (langue officielle de la Tchéquie) | Origine et statut en Tchéquie | Aire de répartition                     | Statut UICN mondial | Image                  |
| ------------------------------------------------------- | ------------------------------------------------------- | ----------------------------- | --------------------------------------- | ------------------- | ---------------------- |
| Apodemus agrarius (Mulot rayé) (Pallas, 1771)           | Myšice temnopásá                                        | Autochtone                    | Illustration manquante                  | [ 20 ]              | Mulot rayé             |
| Apodemus flavicollis (Mulot à collier) (Melchior, 1834) | Myšice lesní                                            | Autochtone                    | Aire de répartition du Mulot à collier  | [ 21 ]              | Mulot à collier        |
| Apodemus sylvaticus (Mulot sylvestre) (Linnaeus, 1758)  | Myšice křovinná                                         | Autochtone                    | Aire de répartition du Mulot sylvestre  | [ 22 ]              | Mulot sylvestre        |
| Apodemus uralensis (Mulot pygmée) (Pallas, 1811)        | Myšice malooká                                          | Autochtone                    | Aire de répartition du Mulot pygmée     | [ 23 ]              | Mulot pygmée           |
| Micromys minutus (Rat des moissons) (Pallas, 1771)      | Myška drobná                                            | Autochtone                    | Aire de répartition du Rat des moissons | [ 24 ]              | Rat des moissons       |
| Mus musculus (Souris grise) Linnaeus, 1758              | Myš domácí                                              | Allochtone (Introduit),       | Aire de répartition de la Souris grise  | [ 25 ]              | Souris grise           |
| Mus spicilegus (Souris des steppes) Petényi, 1882       | — aucun —                                               | Peut-être autochtone,         | Illustration manquante                  | [ 27 ]              | Illustration manquante |
| Rattus norvegicus (Rat surmulot) (Berkenhout, 1769)     | Potkan                                                  | Allochtone (Introduit)        | Aire de répartition du Rat surmulot     | [ 29 ]              | Rat surmulot           |
| Rattus rattus (Rat noir) (Linnaeus, 1758)               | Krysa obecná                                            | Allochtone (Introduit)        | Aire de répartition du Rat noir         | [ 30 ]              | Rat noir               |

### Famille:Gliridés
| Nom binominal, nom vulgaire et citation d'auteurs     | Nom vulgaire tchèque (langue officielle de la Tchéquie) | Origine et statut en Tchéquie | Aire de répartition                 | Statut UICN mondial | Image          |
| ----------------------------------------------------- | ------------------------------------------------------- | ----------------------------- | ----------------------------------- | ------------------- | -------------- |
| Glis glis (Loir gris) Linnaeus, 1766                  | Plch velký                                              | Autochtone                    | Aire de répartition du Loir gris    | [ 31 ]              | Loir gris      |
| Dryomys nitedula (Lérotin commun) (Pallas, 1778)      | Plch lesní                                              | Autochtone                    | Illustration manquante              | [ 32 ]              | Lérotin commun |
| Eliomys quercinus (Lérot commun) (Linnaeus, 1766)     | Plch zahradní                                           | Autochtone                    | Aire de répartition du Lérot commun | [ 33 ]              | Lérot commun   |
| Muscardinus avellanarius (Muscardin) (Linnaeus, 1758) | Plšík lískový                                           | Autochtone                    | Aire de répartition du Muscardin    | [ 34 ]              | Muscardin      |

### Famille:Sciuridés
| Nom binominal, nom vulgaire et citation d'auteurs         | Nom vulgaire tchèque (langue officielle de la Tchéquie) | Origine et statut en Tchéquie | Aire de répartition                     | Statut UICN mondial | Image            |
| --------------------------------------------------------- | ------------------------------------------------------- | ----------------------------- | --------------------------------------- | ------------------- | ---------------- |
| Sciurus vulgaris (Écureuil roux) Linnaeus, 1758           | Veverka obecná                                          | Autochtone                    | Aire de répartition de l'Écureuil roux  | [ 35 ]              | Écureuil roux    |
| Spermophilus citellus (Souslik d'Europe) (Linnaeus, 1766) | Sysel obecný                                            | Allochtone,                   | Aire de répartition du Souslik d'Europe | [ 37 ]              | Souslik d'Europe |

## Ordre:Érinacéomorphes

### Famille:Érinacéidés
| Nom binominal, nom vulgaire et citation d'auteurs                  | Nom vulgaire tchèque (langue officielle de la Tchéquie) | Origine et statut en Tchéquie | Aire de répartition                                  | Statut UICN mondial | Image                         |
| ------------------------------------------------------------------ | ------------------------------------------------------- | ----------------------------- | ---------------------------------------------------- | ------------------- | ----------------------------- |
| Erinaceus europaeus (Hérisson d'Europe occidentale) Linnaeus, 1758 | Ježek západní                                           | Autochtone                    | Aire de répartition du Hérisson d'Europe occidentale | [ 38 ]              | Hérisson d'Europe occidentale |
| Erinaceus roumanicus (Hérisson des Balkans) Barrett-Hamilton, 1900 | Ježek východní                                          | Autochtone                    | Aire de répartition du Hérisson des Balkans          | [ 39 ]              | Hérisson des Balkans          |

## Ordre:Soricomorphes

### Famille:Soricidés
| Nom binominal, nom vulgaire et citation d'auteurs           | Nom vulgaire tchèque (langue officielle de la Tchéquie) | Origine et statut en Tchéquie | Aire de répartition                             | Statut UICN mondial | Image                 |
| ----------------------------------------------------------- | ------------------------------------------------------- | ----------------------------- | ----------------------------------------------- | ------------------- | --------------------- |
| Crocidura leucodon (Crocidure leucode) (Hermann, 1780)      | Bělozubka bělobřichá                                    | Autochtone                    | Aire de répartition de la Crocidure leucode     | [ 40 ]              | Crocidure leucode     |
| Crocidura suaveolens (Crocidure des jardins) (Pallas, 1811) | Bělozubka šedá                                          | Autochtone                    | Aire de répartition de la Crocidure des jardins | [ 41 ]              | Crocidure des jardins |
| Neomys anomalus (Crossope de Miller) Cabrera, 1907          | Rejsec černý                                            | Autochtone                    | Aire de répartition de la Crossope de Miller    | [ 42 ]              | Crossope de Miller    |
| Neomys fodiens (Crossope aquatique) (Pennant, 1771)         | Rejsec vodní                                            | Autochtone                    | Aire de répartition de la Crossope aquatique    | [ 43 ]              | Crossope aquatique    |
| Sorex alpinus (Musaraigne alpine) Schinz, 1837              | Rejsek horský                                           | Autochtone                    | Aire de répartition de la Musaraigne alpine     | [ 44 ]              | Musaraigne alpine     |
| Sorex araneus (Musaraigne carrelet) Linnaeus, 1758          | Rejsek obecný                                           | Autochtone                    | Aire de répartition de la Musaraigne carrelet   | [ 45 ]              | Musaraigne carrelet   |
| Sorex minutus (Musaraigne pygmée) Linnaeus, 1766            | Rejsek malý                                             | Autochtone                    | Aire de répartition de la Musaraigne pygmée     | [ 46 ]              | Musaraigne pygmée     |

### Famille:Talpidés
| Nom binominal, nom vulgaire et citation d'auteurs | Nom vulgaire tchèque (langue officielle de la Tchéquie) | Origine et statut en Tchéquie | Aire de répartition                      | Statut UICN mondial | Image          |
| ------------------------------------------------- | ------------------------------------------------------- | ----------------------------- | ---------------------------------------- | ------------------- | -------------- |
| Talpa europaea (Taupe d'Europe) Linnaeus, 1758    | Krtek obecný                                            | Autochtone                    | Aire de répartition de la Taupe d'Europe | [ 47 ]              | Taupe d'Europe |

## Ordre:Chiroptères

### Famille:Rhinolophidés
| Nom binominal, nom vulgaire et citation d'auteurs             | Nom vulgaire tchèque (langue officielle de la Tchéquie) | Origine et statut en Tchéquie | Aire de répartition                     | Statut UICN mondial | Image            |
| ------------------------------------------------------------- | ------------------------------------------------------- | ----------------------------- | --------------------------------------- | ------------------- | ---------------- |
| Rhinolophus ferrumequinum (Grand Rhinolophe) (Schreber, 1774) | Vrápenec velký                                          | Autochtone                    | Aire de répartition du Grand Rhinolophe | [ 48 ]              | Grand Rhinolophe |
| Rhinolophus hipposideros (Petit Rhinolophe) (Bechstein, 1800) | Vrápenec malý                                           | Autochtone                    | Aire de répartition du Petit Rhinolophe | [ 49 ]              | Petit Rhinolophe |

### Famille:Vespertilionidés
| Nom binominal, nom vulgaire et citation d'auteurs                             | Nom vulgaire tchèque (langue officielle de la Tchéquie) | Origine et statut en Tchéquie | Aire de répartition                                | Statut UICN mondial | Image                       |
| ----------------------------------------------------------------------------- | ------------------------------------------------------- | ----------------------------- | -------------------------------------------------- | ------------------- | --------------------------- |
| Miniopterus schreibersii (Minioptère de Schreibers) (Kuhl, 1817)              | Létavec stěhovavý                                       | Erratique,                    | Aire de répartition du Minioptère de Schreibers    | [ 51 ]              | Minioptère de Schreibers    |
| Myotis alcathoe (Murin d'Alcathoé) von Helversen & Heller, 2001               | Netopýr Alkathoe                                        | Autochtone                    | Aire de répartition du Murin d'Alcathoé            | [ 52 ]              | Murin d'Alcathoé            |
| Myotis bechsteinii (Murin de Bechstein) (Kuhl, 1817)                          | Netopýr velkouchý                                       | Autochtone                    | Aire de répartition du Murin de Bechstein          | [ 53 ]              | Murin de Bechstein          |
| Myotis blythii (Petit Murin) (Tomes, 1857)                                    | Netopýr východní                                        | Autochtone,                   | Aire de répartition du Petit Murin                 | [ 54 ]              | Petit Murin                 |
| Myotis brandtii (Murin de Brandt) (Eversmann, 1845)                           | Netopýr Brandtův                                        | Autochtone                    | Aire de répartition du Murin de Brandt             | [ 55 ]              | Murin de Brandt             |
| Myotis dasycneme (Murin des marais) (Boie, 1825)                              | Netopýr pobřežní                                        | Autochtone                    | Aire de répartition du Murin des marais            | [ 56 ]              | Murin des marais            |
| Myotis daubentonii (Murin de Daubenton) (Kuhl, 1817)                          | Netopýr vodní                                           | Autochtone                    | Aire de répartition du Murin de Daubenton          | [ 57 ]              | Murin de Daubenton          |
| Myotis emarginatus (Murin à oreilles échancrées) (É. Geoffroy, 1806)          | Netopýr brvitý                                          | Autochtone                    | Aire de répartition du Murin à oreilles échancrées | [ 58 ]              | Murin à oreilles échancrées |
| Myotis myotis (Grand Murin) (Borkhausen, 1797)                                | Netopýr velký                                           | Autochtone                    | Aire de répartition du Grand Murin                 | [ 59 ]              | Grand Murin                 |
| Myotis mystacinus (Murin à moustaches) (Kuhl, 1817)                           | Netopýr vousatý                                         | Autochtone                    | Aire de répartition du Murin à moustaches          | [ 60 ]              | Murin à moustaches          |
| Myotis nattereri (Murin de Natterer) (Kuhl, 1817)                             | Netopýr řasnatý                                         | Autochtone                    | Aire de répartition du Murin de Natterer           | [ 61 ]              | Murin de Natterer           |
| Eptesicus nilssonii (Sérotine de Nilsson) (Keyserling & Blasius, 1839)        | Netopýr severní                                         | Autochtone                    | Aire de répartition de la Sérotine de Nilsson      | [ 62 ]              | Sérotine de Nilsson         |
| Eptesicus serotinus (Sérotine commune) (Schreber, 1774)                       | Netopýr večerní                                         | Autochtone                    | Aire de répartition de la Sérotine commune         | [ 63 ]              | Sérotine commune            |
| Nyctalus lasiopterus (Grande Noctule) (Schreber, 1780)                        | Netopýr obrovský                                        | Autochtone                    | Aire de répartition de la Grande Noctule           | [ 64 ]              | Grande Noctule              |
| Nyctalus leisleri (Noctule de Leisler) (Kuhl, 1817)                           | Netopýr stromový                                        | Autochtone                    | Aire de répartition de la Noctule de Leisler       | [ 65 ]              | Noctule de Leisler          |
| Nyctalus noctula (Noctule commune) (Schreber, 1774)                           | Netopýr rezavý                                          | Autochtone                    | Aire de répartition de la Noctule commune          | [ 66 ]              | Noctule commune             |
| Pipistrellus kuhlii (Pipistrelle de Kuhl) (Kuhl, 1817)                        | Netopýr jižní                                           | Autochtone                    | Aire de répartition de la Pipistrelle de Kuhl      | [ 68 ]              | Pipistrelle de Kuhl         |
| Pipistrellus nathusii (Pipistrelle de Nathusius) (Keyserling & Blasius, 1839) | Netopýr parkový                                         | Autochtone                    | Aire de répartition de la Pipistrelle de Nathusius | [ 69 ]              | Pipistrelle de Nathusius    |
| Pipistrellus pipistrellus (Pipistrelle commune) (Schreber, 1774)              | Netopýr hvízdavý                                        | Autochtone                    | Aire de répartition de la Pipistrelle commune      | [ 70 ]              | Pipistrelle commune         |
| Pipistrellus pygmaeus (Pipistrelle pygmée) (Leach, 1825)                      | Netopýr nejmenší                                        | Autochtone                    | Aire de répartition de la Pipistrelle pygmée       | [ 71 ]              | Pipistrelle pygmée          |
| Barbastella barbastellus (Barbastelle d'Europe) (Schreber, 1774)              | Netopýr černý                                           | Autochtone                    | Aire de répartition de la Barbastelle d'Europe     | [ 72 ]              | Barbastelle d'Europe        |
| Plecotus auritus (Oreillard roux) (Linnaeus, 1758)                            | Netopýr ušatý                                           | Autochtone                    | Aire de répartition de l'Oreillard roux            | [ 73 ]              | Oreillard roux              |
| Plecotus austriacus (Oreillard gris) (J. Fischer, 1829)                       | Netopýr dlouhouchý                                      | Autochtone                    | Aire de répartition de l'Oreillard gris            | [ 74 ]              | Oreillard gris              |
| Hypsugo savii (Vespère de Savi) (Bonaparte, 1837)                             | Netopýr Saviův                                          | Autochtone                    | Aire de répartition de la Vespère de Savi          | [ 75 ]              | Vespère de Savi             |
| Vespertilio murinus (Sérotine bicolore) Linnaeus, 1758                        | Netopýr pestrý                                          | Autochtone                    | Aire de répartition de la Sérotine bicolore        | [ 76 ]              | Sérotine bicolore           |

## Ordre:Artiodactyles

### Famille:Bovidés
| Nom binominal, nom vulgaire et citation d'auteurs       | Nom vulgaire tchèque (langue officielle de la Tchéquie) | Origine et statut en Tchéquie       | Aire de répartition                         | Statut UICN mondial | Image                |
| ------------------------------------------------------- | ------------------------------------------------------- | ----------------------------------- | ------------------------------------------- | ------------------- | -------------------- |
| Bison bonasus (Bison d'Europe) (Linnaeus, 1758)         | Zubr evropský                                           | Autochtone (Réintroduit),           | Aire de répartition du Bison d'Europe       | [ 78 ]              | Bison d'Europe       |
| Bos taurus (Taurin) Linnaeus, 1758                      | Tur                                                     | Autochtone (Peut-être réintroduit), | Aire de répartition du Taurin               | (NE)                |                      |
| Ammotragus lervia (Mouflon à manchettes) (Pallas, 1777) | Paovce hřivnatá                                         | Allochtone (Introduit)              | Aire de répartition du Mouflon à manchettes | [ 80 ]              | Mouflon à manchettes |
| Capra hircus (Chèvre égagre) Linnaeus, 1758             | Koza bezoárová                                          | Allochtone (Introduit)              | Aire de répartition de la Chèvre égagre     | [ 81 ]              | Chèvre égagre        |
| Ovis aries (Mouflon oriental) Linnaeus, 1758            | Muflon                                                  | Allochtone (Introduit)              | Aire de répartition du Mouflon oriental     | [ 82 ]              | Mouflon oriental     |
| Rupicapra rupicapra (Chamois) (Linnaeus, 1758)          | Kamzík horský                                           | Peut-être autochtone (Réintroduit), | Aire de répartition du Chamois              | [ 84 ]              | Chamois              |

### Famille:Cervidés
| Nom binominal, nom vulgaire et citation d'auteurs            | Nom vulgaire tchèque (langue officielle de la Tchéquie) | Origine et statut en Tchéquie | Aire de répartition                       | Statut UICN mondial | Image              |
| ------------------------------------------------------------ | ------------------------------------------------------- | ----------------------------- | ----------------------------------------- | ------------------- | ------------------ |
| Alces alces (Élan) (Linnaeus, 1758)                          | Los evropský                                            | Autochtone (Recolonisateur)   | Aire de répartition de l'Élan             | [ 85 ]              | Élan               |
| Capreolus capreolus (Chevreuil européen) (Linnaeus, 1758)    | Srnec obecný                                            | Autochtone                    | Aire de répartition du Chevreuil européen | [ 86 ]              | Chevreuil européen |
| Odocoileus virginianus (Cerf de Virginie) (Zimmermann, 1780) | Jelenec běloocasý                                       | Allochtone (Introduit)        | Aire de répartition du Cerf de Virginie   | [ 87 ]              | Cerf de Virginie   |
| Cervus elaphus (Cerf élaphe) Linnaeus, 1758                  | Jelen lesní                                             | Autochtone                    | Aire de répartition du Cerf élaphe        | [ 88 ]              | Cerf élaphe        |
| Cervus nippon (Cerf sika) Temminck, 1838                     | Jelen sika                                              | Allochtone (Introduit)        | Illustration manquante                    | [ 89 ]              | Cerf sika          |
| Dama dama (Daim européen) (Linnaeus, 1758)                   | Daněk evropský                                          | Allochtone (Introduit)        | Aire de répartition du Daim européen      | [ 90 ]              | Daim européen      |

### Famille:Suidés
| Nom binominal, nom vulgaire et citation d'auteurs | Nom vulgaire tchèque (langue officielle de la Tchéquie) | Origine et statut en Tchéquie | Aire de répartition                       | Statut UICN mondial | Image              |
| ------------------------------------------------- | ------------------------------------------------------- | ----------------------------- | ----------------------------------------- | ------------------- | ------------------ |
| Sus scrofa (Sanglier d'Eurasie) Linnaeus, 1758    | Prase divoké                                            | Autochtone (Recolonisateur)   | Aire de répartition du Sanglier d'Eurasie | [ 91 ]              | Sanglier d'Eurasie |

## Ordre:Périssodactyles

### Famille:Équidés
| Nom binominal, nom vulgaire et citation d'auteurs | Nom vulgaire tchèque (langue officielle de la Tchéquie) | Origine et statut en Tchéquie       | Aire de répartition           | Statut UICN mondial | Image     |
| ------------------------------------------------- | ------------------------------------------------------- | ----------------------------------- | ----------------------------- | ------------------- | --------- |
| Equus hydruntinus (Hydrontin) Regàlia, 1904       | — aucun —                                               | Autochtone (Éteint),                | Illustration manquante        | (NE)                | Hydrontin |
| Equus caballus (Cheval) Linnaeus, 1758            | Kůň                                                     | Autochtone (Peut-être réintroduit), | Aire de répartition du Cheval | [ 95 ]              | Cheval    |

## Ordre:Carnivores

### Famille:Canidés
| Nom binominal, nom vulgaire et citation d'auteurs      | Nom vulgaire tchèque (langue officielle de la Tchéquie) | Origine et statut en Tchéquie | Aire de répartition                   | Statut UICN mondial | Image          |
| ------------------------------------------------------ | ------------------------------------------------------- | ----------------------------- | ------------------------------------- | ------------------- | -------------- |
| Canis aureus (Chacal doré) Linnaeus, 1758              | Šakal obecný                                            | Allochtone                    | Aire de répartition du Chacal doré    | [ 97 ]              |                |
| Canis lupus (Loup gris) Linnaeus, 1758                 | Vlk obecný                                              | Autochtone (Recolonisateur)   | Aire de répartition du Loup gris      | [ 98 ]              | Loup gris      |
| Nyctereutes procyonoides (Chien viverrin) (Gray, 1834) | Psík mývalovitý                                         | Allochtone,                   | Aire de répartition du Chien viverrin | [ 100 ]             | Chien viverrin |
| Vulpes vulpes (Renard roux) (Linnaeus, 1758)           | Liška obecná                                            | Autochtone                    | Aire de répartition du Renard roux    | [ 101 ]             | Renard roux    |

### Famille:Ursidés
| Nom binominal, nom vulgaire et citation d'auteurs | Nom vulgaire tchèque (langue officielle de la Tchéquie) | Origine et statut en Tchéquie | Aire de répartition                | Statut UICN mondial | Image     |
| ------------------------------------------------- | ------------------------------------------------------- | ----------------------------- | ---------------------------------- | ------------------- | --------- |
| Ursus arctos (Ours brun) Linnaeus, 1758           | Medvěd hnědý                                            | Autochtone (Recolonisateur)   | Aire de répartition de l'Ours brun | [ 102 ]             | Ours brun |

### Famille:Mustélidés
| Nom binominal, nom vulgaire et citation d'auteurs    | Nom vulgaire tchèque (langue officielle de la Tchéquie) | Origine et statut en Tchéquie | Aire de répartition                        | Statut UICN mondial | Image              |
| ---------------------------------------------------- | ------------------------------------------------------- | ----------------------------- | ------------------------------------------ | ------------------- | ------------------ |
| Lutra lutra (Loutre commune) (Linnaeus, 1758)        | Vydra říční                                             | Autochtone                    | Aire de répartition de la Loutre commune   | [ 103 ]             | Loutre commune     |
| Martes foina (Fouine) (Erxleben, 1777)               | Kuna skalní                                             | Autochtone                    | Aire de répartition de la Fouine           | [ 104 ]             | Fouine             |
| Martes martes (Martre des pins) (Linnaeus, 1758)     | Kuna lesní                                              | Autochtone                    | Aire de répartition de la Martre des pins  | [ 105 ]             | Martre des pins    |
| Meles meles (Blaireau européen) (Linnaeus, 1758)     | Jezevec lesní                                           | Autochtone                    | Aire de répartition du Blaireau européen   | [ 106 ]             | Blaireau européen  |
| Mustela lutreola (Vison d'Europe) (Linnaeus, 1761)   | Norek evropský                                          | Autochtone (Disparu),         | Aire de répartition du Vison d'Europe      | [ 107 ]             | Vison d'Europe     |
| Mustela erminea (Hermine) Linnaeus, 1758             | Lasice hranostaj                                        | Autochtone                    | Aire de répartition de l'Hermine           | [ 108 ]             | Hermine            |
| Mustela nivalis (Belette d'Europe) Linnaeus, 1766    | Lasice kolčava                                          | Autochtone                    | Aire de répartition de la Belette d'Europe | [ 109 ]             | Belette d'Europe   |
| Mustela eversmanii (Putois des steppes) Lesson, 1827 | Tchoř stepní                                            | Autochtone                    | Aire de répartition du Putois des steppes  | [ 110 ]             | Putois des steppes |
| Mustela putorius (Putois d'Europe) Linnaeus, 1758    | Tchoř tmavý                                             | Autochtone                    | Aire de répartition du Putois d'Europe     | [ 111 ]             | Putois d'Europe    |
| Neovison vison (Vison d'Amérique) (Schreber, 1777)   | Norek americký                                          | Allochtone (Introduit)        | Aire de répartition du Vison d'Amérique    | [ 112 ]             | Vison d'Amérique   |

### Famille:Procyonidés
| Nom binominal, nom vulgaire et citation d'auteurs    | Nom vulgaire tchèque (langue officielle de la Tchéquie) | Origine et statut en Tchéquie | Aire de répartition                        | Statut UICN mondial | Image               |
| ---------------------------------------------------- | ------------------------------------------------------- | ----------------------------- | ------------------------------------------ | ------------------- | ------------------- |
| Procyon lotor (Raton laveur commun) (Linnaeus, 1758) | Mýval severní                                           | Allochtone                    | Aire de répartition du Raton laveur commun | [ 114 ]             | Raton laveur commun |

### Famille:Félidés
| Nom binominal, nom vulgaire et citation d'auteurs | Nom vulgaire tchèque (langue officielle de la Tchéquie) | Origine et statut en Tchéquie | Aire de répartition                 | Statut UICN mondial | Image        |
| ------------------------------------------------- | ------------------------------------------------------- | ----------------------------- | ----------------------------------- | ------------------- | ------------ |
| Felis silvestris (Chat sauvage) Schreber, 1777    | Kočka divoká                                            | Autochtone (Recolonisateur)   | Aire de répartition du Chat sauvage | [ 116 ]             | Chat sauvage |
| Lynx lynx (Lynx boréal) (Linnaeus, 1758)          | Rys ostrovid                                            | Autochtone (Réintroduit)      | Aire de répartition du Lynx boréal  | [ 117 ]             | Lynx boréal  |